# Mercedes-Benz 300 SLR
El Mercedes-Benz 300 SLR (W196S) es un automóvil de carreras biplaza diseñado por Rudolf Uhlenhaut y construido por Mercedes-Benz en 1955. Solo se construyeron nueve chasis W196S; de los cuales dos eran para versiones cupé. El automóvil fue designado 'SLR' por el vocablo en alemán Sport Leicht-Rennen que al castellano se traduce como Deportivo ligero de carreras. El 300 SLR se basa en el chasis del W196 R con un motor central delantero M196 de ocho cilindros y tres litros de cilindrada e inyección directa, con una potencia nominal de 276 PS (203 kW).

## En competición
Stirling Moss, piloto del equipo Mercedes; asistido por el copiloto Denis Jenkinson, ganó la Mille Miglia de 1955 en un '300 SLR', estableciendo el récord del evento en un promedio de 157,650 km/h (97,96 mph) en 1600 km (990 mi). Juan Manuel Fangio, su compañero de equipo se ubicó segundo en un auto hermano.

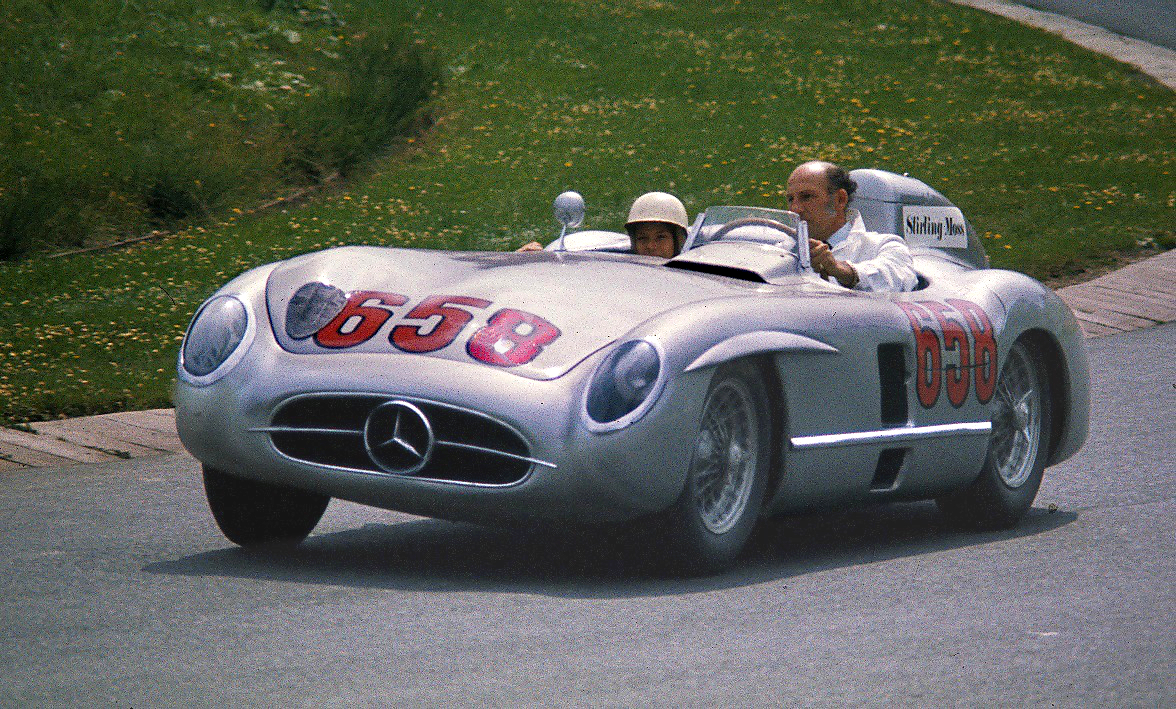
Stirling Moss conduciendo el Mercedes SLR.

El auto logró una victoria adicional obteniendo un 1-2-3 en el campeonato mundial Trofeo Turista Internacional en el Circuito de Dundrod y un 1-2 en la Targa Florio, lo que le dio a Mercedes la victoria en el Campeonato Mundial de Resistencia en la temporada de 1955, antes del fatídico Desastre de Le Mans en 1955, que involucró a un automóvil del equipo conducido por Pierre Levegh; que sacó al equipo de las competencias por tres décadas.

## Uhlenhaut Cupé

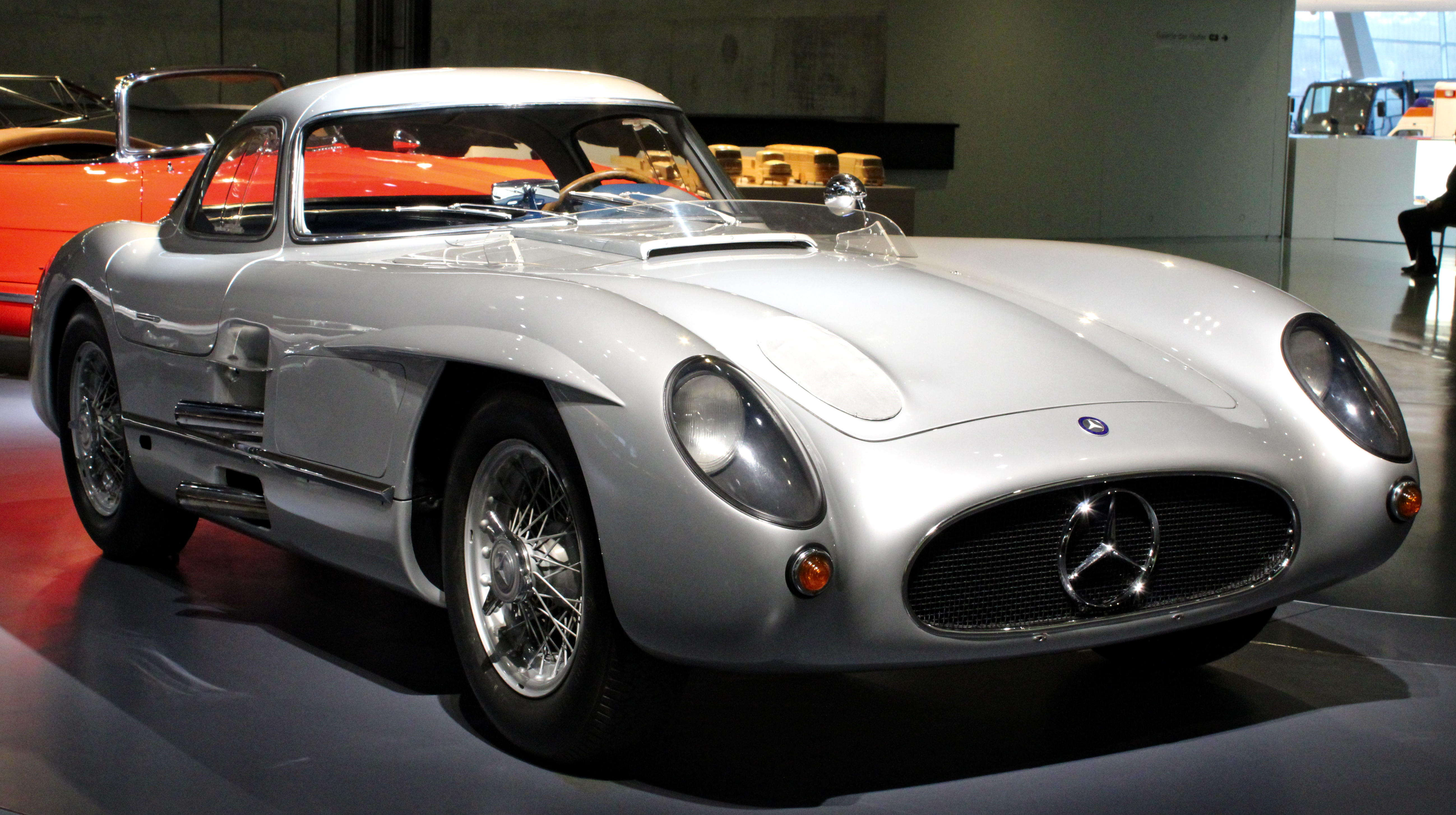
Mercedes-Benz 300 SLR Uhlenhaut Cupé en el Museo Mercedes-Benz.

Mercedes Benz fabricó dos cupés 300 SLR legales para la carretera, conocidos hoy como 'Uhlenhaut Cupé'. Capaz de alcanzar los 290 km/h (180 mph); el Uhlenhaut Cupé fue el automóvil de carretera más rápido del mundo en su época. Uno de estos dos autos sirvió una vez como el auto personal de su diseñador, el jefe de deportes de motor Rudolf Uhlenhaut, de ahí su nombre. Uno de ellos, con tapicería azul, se encuentra en el Museo Mercedes-Benz en Stuttgart. El otro fue adquirido por un coleccionista no identificado quien pagó 135 millones de euros en una subasta organizada por RM Sotherby's; convirtiéndolo en el auto subastado más costoso del mundo.